# 윌리엄 커닝햄 (신학자)

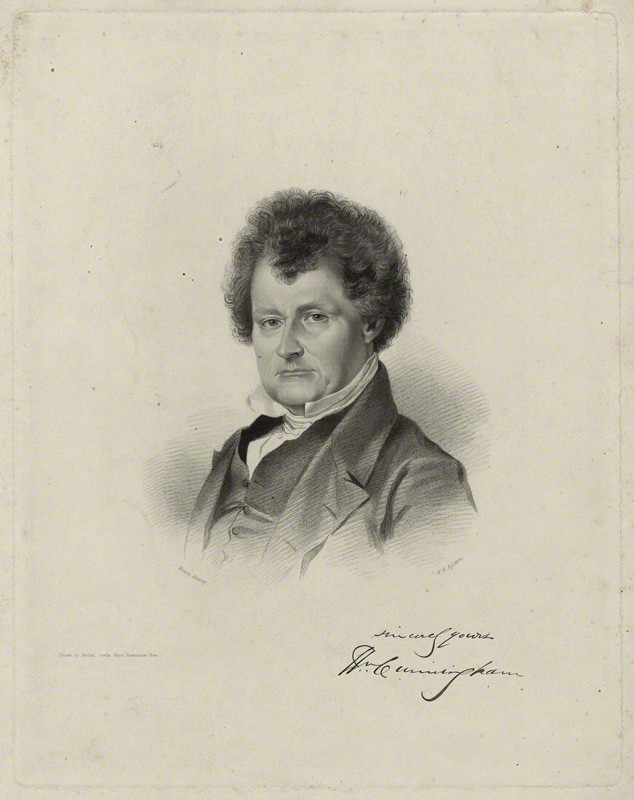

윌리엄 커닝햄 (1805년 10월 2일 –  1861년 12월 14일)은 신학자이며 스코틀랜드의 자유 교회의 공동 창립자였다.

## 생애
커닝햄은 라나크셔 해밀턴에서 태어나 에딘버러 대학에서 공부했다. 그는 스코틀랜드 교회에서 목사로 안수받고 1830년에는 그리녹에서 학생목회자로 위임되었으며 3년 동안 머물렀다. 1834년에 그는 에든버러의 Trinity College Kirk 담당으로 전임되었다. 그의 해임은 스코틀랜드 교회사에서 10년의 갈등으로 알려진 시기의 시작과 일치하며, 그는 1843년 스코틀랜드 교회분열때 스코틀랜드 교회를 떠나서 토마스 찰머스와 로버트 스미스 캔 드리 쉬과 함께하여 자유 교회의 창립자 중 한 사람이되었다
1843년 말에 그는 자유 교회의 설립을 만들기 위해 미국을 방문하여 프린스턴 대학으로부터 DD 학위를 받았으며 후원금을 모았다.  Cunningham은 1845년 David Welsh 목사를 대신하여 1845년 교회사 교수로 이전하기 전에 에든버러 의 New College에서 신학 교수로 임명되었다. 그는 토마스 찰머스를 후임으로 1847년 학장을 하였고 사망 할 때까지 그 직책을 수행했으며 1859년 자유 교회 총회 의장으로 임명되었다.
커닝햄은 역사신학을을 전공했으며 이 제목에 관한 두 권의 책을 썼다. 이 책은 자유롭게 다운받을 수 있다. 그는 또한 개혁자들과 개혁 신학을 썼다. 윌리엄 가든 블레이 키는 자신이 "당시 칼빈주의의 가장 위대한 수호자"였으며 "자신의 인격의 온화함은 그의 대담함과 논쟁의 격렬함과는 현저히 대조적이었다"고 제안했다. 커닝햄은 학자와 논쟁가로 묘사되어있다. 「 브리태니커 백과 사전 백과 사전」(Encyclopædia Britannica Eleventh Edition)에 따르면, "그의 ... 동정심은 교회 역사의 더 감동적인시기와 흥미로운 신학논쟁의 절묘한 분리자가 될 수있는 확고한 공평한 욕구와 결합한 명백한 욕망과 결합되어있다." "

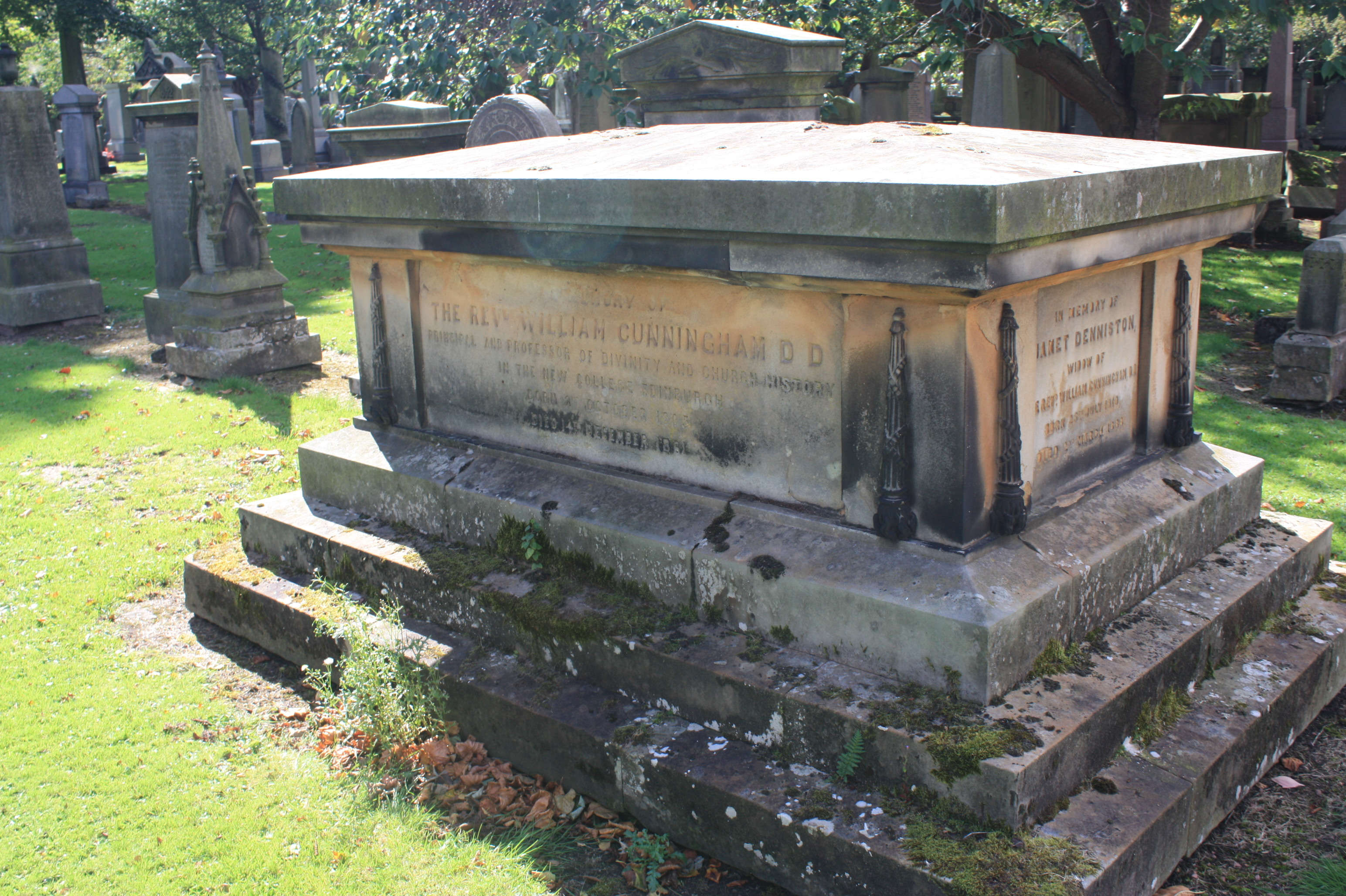
그레인 묘지, 에든버러에서 커닝엄의 무덤

나중에 커닝햄은 에든버러 남쪽의 17 솔즈베리로드에서 살았다. 그는 에딘버러에서 죽었고 북쪽 통로와 함께 그 레인지 묘지 에 있는 큰 석관 스타일 무덤 아래에 묻혔다.

## 가족
1834년 그는 Janet Deniston과 결혼했다.

## 묘지
William Brodie 가 조각 한 Cunningham의 대리석 흉상은 에든버러의 New College에 있다.
윌리엄 보나르 (William Bonnar), 존 왓슨 고든 (John Sordon Gordon),, 에드워드 버튼 Edward Burton) 은 스코틀랜드 국립 미술관 (National Gallery of Scotland) 이 소장하고 있다.

## 저서
- 역사신학 (서창원 옮김, 진리의 깃발)
- Theological Lectures (London, 1878) : 신학적 방법에 대하여 자세하게 서술함.[18]

## 추가 자료
- Robert Rainy와 James Mackenzie, William Cunningham DD의 삶, 1871년.